# Bettongiinae
Bettongiinae – podrodzina ssaków z rodziny kanguroszczurowatych (Potoroidae).

## Rozmieszczenie geograficzne
Podrodzina obejmuje gatunki występujące w Australii.

## Podział systematyczny
Do podrodziny należą następujące rodzaje:
- Aepyprymnus Garrod, 1875 – kangurzak – jedynym przedstawicielem jest Aepyprymnus rufescens (J.E. Gray, 1837) – kangurzak rudawy
- Caloprymnus O. Thomas, 1888 – kanguroszczurek – jedynym przedstawicielem był wymarły Caloprymnus campestris (J. Gould, 1843) – kanguroszczurek pustynny
- Bettongia J.E. Gray, 1837 – kanguroszczurnik